# National Football League
National Football League (eller blot forkortet NFL) er en professionel amerikansk fodboldliga i USA, som udgør det højeste professionelle niveau inden for amerikansk fodbold i verden. NFL er en af de fire store nordamerikanske professionelle sportsligaer, hvor de andre tre er henholdsvis MLB, NBA og NHL. Ligaen har status af en privatliga, som har sit hovedsæde i New York City.
Ligaen består af i alt 32 hold, som er ligeligt fordelt mellem de to konferencer: American Football Conference (AFC) og National Football Conference (NFC). Disse konferencer er hver yderligere opdelt i fire divisioner, henholdsvis nord, syd øst og vest, som hver består af fire hold. NFL's årlige kampprogram er inddelt i tre faser: en preseason (bestående af opvarmningskampe), en regular season (bestående af den almindelige sæson) og en postseason (bestående af et slutspillet). Preseason, der typisk afholdes i august, består af tre runder, hvor alle hold spiller tre kampe. Regular season, der typisk afholdes fra september til december, består af 18 runder, hvor holdene i alt hver skal spille 17 kampe – hvert hold har en såkaldt "bye week" i løbet af sæsons 18 runder, hvor de sidder én runde over. Postseason, der typisk afholdes i januar, består af i alt fire runder, hvoraf den sidste runde er finalen, som benævnes Super Bowl og afholdes den første søndag i februar (de andre tre runder kaldes henholdsvis "Wild Card Weekend", "Divisional playoffs" og "Conference Championships".
NFL blev dannet i 1920 som American Professional Football Association (APFA), inden man omdøbte ligaen til National Football League i forbindelse med 1922-sæsonen. I begyndelse blev ligaens mester bestemt ud fra ligastillingen ved sæsonens afslutning. Dette blev dog ændret i forbindelse med 1933-sæsonen, hvor der blev implementeret et playoff-system, der indtil 1966 kulminerede med NFL Championship Game. Efter at der blev indgået en aftale om at fusionere NFL med den rivaliserende American Football League (AFL), blev Super Bowl for første gang afviklet i 1967, som var en kamp mellem de to bedste hold fra hver liga. Super Bowl er siden forblevet den endelige finalekamp, som derpå udgør afslutningen på en NFL-sæson og udpeger den endelige mester. NFL er i dag den mest populære sportsliga i USA, og har det højeste gennemsnitlige antal tilskuere (67.591) af alle sportsligaer i verden. Super Bowl er blandt de største sportsbegivenheder i verden og har nogle af de største seertal i amerikansk historie. Målt på omsætning er NFL den rigeste sportsliga i verden, og ligaen indeholder derfor også mange af de mest værdifuld sportshold i verden.
Green Bay Packers er det NFL-hold med flest kombinerede NFL-mesterskaber med i alt tretten (ni titler før Super Bowl-æraen og fire Super Bowls). Siden etableringen af Super Bowl har Pittsburgh Steelers og New England Patriots begge vundet seks titler.

## Holdene
Som tidligere nævnt er der 32 hold i NFL; 16 hold fordelt på 4 divisioner i de to konferencer, AFC og NFC.
| - - AFC East - Buffalo Bills - Miami Dolphins - New England Patriots - New York Jets - - AFC North - Baltimore Ravens - Cincinnati Bengals - Cleveland Browns - Pittsburgh Steelers - - AFC South - Houston Texans - Indianapolis Colts - Jacksonville Jaguars - Tennessee Titans - - AFC West - Denver Broncos - Kansas City Chiefs - Las Vegas Raiders - Los Angeles Chargers | - - NFC East - Dallas Cowboys - New York Giants - Philadelphia Eagles - Washington Commanders - - NFC North - Chicago Bears - Detroit Lions - Green Bay Packers - Minnesota Vikings - - NFC South - Atlanta Falcons - Carolina Panthers - New Orleans Saints - Tampa Bay Buccaneers - - NFC West - Arizona Cardinals - Los Angeles Rams - San Francisco 49ers - Seattle Seahawks |

### Divisionssystemet og de enkelte kampe
I hver sæson spiller de enkelte hold 16 kampe; 3 kampe hjemme og 3 kampe ude mod divisionsmodstanderne, 6 kampe mod andre hold i den samme konference, samt 4 kampe mod hold fra den modsatte konference. Divisionsvinderne går videre til slutspillet, og vinderen af hver division er det hold, der har vundet flest kampe, og er der pointlighed mellem 2 hold i de enkelte kampe, spilles én periode á 10 minutters effektiv spilletid. Sejren går her til det det hold der først scorer (enten et Field Goal (FG), et Touchdown (TD) eller en Safety (SFTY) – hvis det hold der vinder coin toss vælger at modtage bolden, og formår at score et FG på det første drive, får modstanderholdet dog også mulighed for at få et forsøg. Hvis de scorer et TD er kampen færdig, men hvis også de scorer et FG, vil overtiden fortsætte til næste scoring, uanset hvilken) hvorfor uafgjorte resultater er yderst sjældne. På grund af den skæve kampfordeling, ser man ofte at hold der har vundet flere end 10 kampe, alligevel ikke kommer i slutspillet til fordel for hold der har vundet en division. Modtagerne af de såkaldte Wild Cards er de tre bedste toere fra hver konference. Står to hold lige, kigger man i 1. omgang på om holdene har mødtes indbyrdes. Vinderen har herefter tiebreakerfordelen i forhold til det andet. Har holdene ikke mødtes, kigger man i 2. omgang på hvem af holdene, der har vundet flest kampe i konferencen (enten AFC eller NFC) og i 3. omgang hvem der har vundet flest kampe i deres division. Herefter kigger man på, hvem af de to hold der har tabt færrest kampe i sæsonen (jf. uafgjorte kampe). Er der fortsat lighed kigger man på, hvem af holdene der har den bedste score i kampene tilsammen.